# ریتا کست‌هیی
ریتا کست‌هِیی (مجاری: Rita Keszthelyi؛ زادهٔ ۱۰ دسامبر ۱۹۹۱) بازیکن واترپلو زن اهل مجارستان است.